# Liste der historischen Bauten in der Provinz Isfahan
Diese Liste stellt die historischen Bauten in der Provinz Isfahan dar.

## Basaren
|   | Bau               | Ort     | Verwaltungsbezirk | Ära       | Jahrhundert | Stil     | Bild |
| - | ----------------- | ------- | ----------------- | --------- | ----------- | -------- | ---- |
| 1 | Basar von Isfahan | Isfahan | Isfahan           | Safawiden | 16          | Isfahani |      |
| 2 | Qeyssarie-Basar   | Isfahan | Isfahan           | Safawiden | 17          | Isfahani |      |
| 3 | Qeyssarie-Pforte  | Isfahan | Isfahan           | Safawiden | 17          | Isfahani |      |

## Bibliothek
|   | Bau    | Ort     | Verwaltungsbezirk | Ära              | Jahrhundert     | Stil   | Bild |
| - | ------ | ------- | ----------------- | ---------------- | --------------- | ------ | ---- |
| 1 | Saruye | Isfahan | Isfahan           | Achämenidenreich | 6 oder 5 v. Ch. | Parssi |      |

## Brücken
|   | Bau               | Ort     | Verwaltungsbezirk | Ära         | Jahrhundert | Stil     | Bild |
| - | ----------------- | ------- | ----------------- | ----------- | ----------- | -------- | ---- |
| 1 | Dschubi-Brücke    | Isfahan | Isfahan           | Safawiden   | 17          | Isfahani |      |
| 2 | Chadschu-Brücke   | Isfahan | Isfahan           | Safawiden   | 17          | Isfahani |      |
| 3 | Marnan-Brücke     | Isfahan | Isfahan           | Safawiden   | 16          | Isfahani |      |
| 4 | Pol-e Schahrestan | Isfahan | Isfahan           | Seldschuken | 11          | Razi     |      |
| 5 | Si-o-se Pol       | Isfahan | Isfahan           | Safawiden   | 17          | Isfahani |      |

## Burg
|   | Bau            | Ort     | Verwaltungsbezirk | Ära         | Jahrhundert | Stil | Bild |
| - | -------------- | ------- | ----------------- | ----------- | ----------- | ---- | ---- |
| 1 | Dschalali-Burg | Kaschan | Kaschan           | Seldschuken | 11          | Razi |      |

## Bürgerhäuser
|   | Bau                       | Ort     | Verwaltungsbezirk | Ära         | Jahrhundert | Stil               | Bild |
| - | ------------------------- | ------- | ----------------- | ----------- | ----------- | ------------------ | ---- |
| 1 | Haus Abbasis              | Kaschan | Kaschan           | Kadscharen  | 18          | Isfahani           |      |
| 2 | Haus Alams                | Isfahan | Isfahan           | Kadscharen  | 18          | Isfahani           |      |
| 3 | Haus Amins                | Isfahan | Isfahan           | Kadscharen  | 19          | Nicht-traditionell |      |
| 4 | Haus der Qazviner         | Isfahan | Isfahan           | Kadscharen  | 19          | Nicht-traditionell |      |
| 5 | Haus des Scheich ol-Eslam | Isfahan | Isfahan           | Kadscharen  | 19          | Nicht-traditionell |      |
| 6 | Haus Borudscherdis        | Kaschan | Kaschan           | Kadscharen  | 19          | Nicht-traditionell |      |
| 7 | Haus Tabatabaeis          | Kaschan | Kaschan           | Kadscharen  | 19          | Nicht-traditionell |      |
| 8 | Malek-Weingarten          | Isfahan | Isfahan           | Afschariden | 18          | Isfahani           |      |

## Feuertempel
|   | Bau                     | Ort     | Verwaltungsbezirk | Ära        | Jahrhundert | Stil  | Bild |
| - | ----------------------- | ------- | ----------------- | ---------- | ----------- | ----- | ---- |
| 1 | Feuertempel von Isfahan | Isfahan | Isfahan           | Sassaniden | unbekannt   | Parti |      |

## Garten
|   | Bau        | Ort     | Verwaltungsbezirk | Ära                      | Jahrhundert | Stil     | Bild |
| - | ---------- | ------- | ----------------- | ------------------------ | ----------- | -------- | ---- |
| 1 | Fin-Garten | Kaschan | Kaschan           | Safawiden und Kadscharen | 17 bis 19   | Isfahani |      |

## Hamams(Hammāmen)
|   | Bau                   | Ort     | Verwaltungsbezirk | Ära       | Jahrhundert | Stil     | Bild |
| - | --------------------- | ------- | ----------------- | --------- | ----------- | -------- | ---- |
| 1 | Ali-Gholi-Agha-Hammām | Isfahan | Isfahan           | Safawiden | 18          | Isfahani |      |
| 2 | Dschartschi-Hammām    | Isfahan | Isfahan           | Safawiden | 17          | Isfahani |      |
| 3 | Schah-Ali-Hammām      | Isfahan | Isfahan           | Safawiden | 16 oder 17  | Isfahani |      |
| 4 | Scheich-Bahaei-Hammam | Isfahan | Isfahan           | Safawiden | 17          | Isfahani |      |

## Imamzaden
|    | Bau                        | Ort     | Verwaltungsbezirk | Ära                       | Jahrhundert | Stil               | Bild |
| -- | -------------------------- | ------- | ----------------- | ------------------------- | ----------- | ------------------ | ---- |
| 1  | Imamzade Ahmad             | Isfahan | Isfahan           | Safawiden                 | 16          | Isfahani           |      |
| 2  | Imamzade Dschafar          | Isfahan | Isfahan           | Ilchane                   | 14          | Azari              |      |
| 3  | Imamzade Ebrahim           | Kaschan | Kaschan           | Kadscharen                | 19          | Nicht-traditionell |      |
| 4  | Imamzade Esmail            | Isfahan | Isfahan           | Seldschuken und Safawiden | 11 und 16   | Razi und Isfahani  |      |
| 5  | Imamzade Harun-e-Welayat   | Isfahan | Isfahan           | Safawiden                 | 16          | Isfahani           |      |
| 6  | Imamzade Mir Neschane      | Kaschan | Kaschan           | Safawiden                 | 16          | Isfahani           |      |
| 7  | Imamzade Pandsche Schah    | Kaschan | Kaschan           | Seldschuken               | 11 oder 12  | Razi               |      |
| 8  | Imamzade Pir Dawud         | Qamsar  | Kaschan           | Safawiden                 | 17 oder 18  | Isfahani           |      |
| 9  | Imamzade Schah Yalan       | Kaschan | Kaschan           | Aq Qoyunlu                | 15          | Azari              |      |
| 10 | Imamzade Schah Zeyd        | Isfahan | Isfahan           | Safawiden                 | 16          | Isfahani           |      |
| 11 | Imamzade Soltan Mir Ahmad  | Kaschan | Kaschan           | Kadscharen                | 19          | Nicht-traditionell |      |
| 12 | Imamzade Taher und Manssur | Kaschan | Kaschan           | Safawiden                 | 16          | Isfahani           |      |

## Karawanserei
|   | Bau          | Ort     | Verwaltungsbezirk | Ära       | Jahrhundert | Stil     | Bild |
| - | ------------ | ------- | ----------------- | --------- | ----------- | -------- | ---- |
| 1 | Abbasi Hotel | Isfahan | Isfahan           | Safawiden | 17          | Isfahani |      |

## Kirchen
|   | Bau                 | Ort     | Verwaltungsbezirk | Ära       | Jahrhundert | Stil     | Bild |
| - | ------------------- | ------- | ----------------- | --------- | ----------- | -------- | ---- |
| 1 | Bedchem-Kirche      | Isfahan | Isfahan           | Safawiden | 17          | Isfahani |      |
| 2 | Sankt-Georg-Kirche  | Isfahan | Isfahan           | Safawiden | 17          | Isfahani |      |
| 3 | Sankt-Marien-Kirche | Isfahan | Isfahan           | Safawiden | 17          | Isfahani |      |
| 4 | Vank-Kathedrale     | Isfahan | Isfahan           | Safawiden | 17          | Isfahani |      |

## Mausoleen
|    | Bau                                 | Ort        | Verwaltungsbezirk | Ära          | Jahrhundert | Stil       | Bild |
| -- | ----------------------------------- | ---------- | ----------------- | ------------ | ----------- | ---------- | ---- |
| 1  | Ali-ibn-Sahl-Mausoleum              | Isfahan    | Isfahan           | Abbassiden   | 9           | Chorassani |      |
| 2  | ar-Raschid-Mausoleum                | Isfahan    | Isfahan           | Seldschuken  | 12          | Razi       |      |
| 3  | Baba-Ghassem-Mausoleum              | Isfahan    | Isfahan           | Ilchane      | 14          | Azari      |      |
| 4  | Chadsche-Tadschoddin-Mausoleum      | Kaschan    | Isfahan           | Timuriden    | 15          | Azari      |      |
| 5  | Mausoleum der safawidischen Prinzen | Isfahan    | Isfahan           | Safawiden    | 17          | Isfahani   |      |
| 6  | Mausoleum Abbas I.                  | Kaschan    | Kaschan           | Safawiden    | 17          | Isfahani   |      |
| 7  | Pir-Bakran-Mausoleum                | Pir Bakran | Falawardschan     | Ilchane      | 13          | Azari      |      |
| 8  | Schahschahan-Mausoleum              | Isfahan    | Isfahan           | Timuriden    | 15          | Azari      |      |
| 9  | Soltan-Bacht-Agha-Mausoleum         | Isfahan    | Isfahan           | Muzaffariden | 14          | Azari      |      |
| 10 | Tschehel-Dochtaran-Mausoleum        | Kaschan    | Isfahan           | Seldschuken  | 12          | Razi       |      |

## Minarette
|    | Bau                          | Ort           | Verwaltungsbezirk | Ära          | Jahrhundert | Stil     | Bild |
| -- | ---------------------------- | ------------- | ----------------- | ------------ | ----------- | -------- | ---- |
| 1  | Ali-Minarett                 | Isfahan       | Isfahan           | Buyiden      | 11          | Razi     |      |
| 2  | Bagh-e-Ghuschchane-Minarette | Isfahan       | Isfahan           | Muzaffariden | 14          | Azari    |      |
| 3  | Dardascht-Minarette          | Isfahan       | Isfahan           | Muzaffariden | 14          | Azari    |      |
| 4  | Darozziafe-Minarette         | Isfahan       | Isfahan           | Ilchane      | 14          | Azari    |      |
| 5  | Golpayegan-Minarett          | Golpayegan    | Golpayegan        | Seldschuken  | 11          | Razi     |      |
| 6  | Monar Dschonban              | Dorf Karladan | Isfahan           | Safawiden    | 16          | Isfahani |      |
| 7  | Rahrowan-Minarett            | Dorf Rahrowan | Isfahan           | Seldschuken  | 12          | Razi     |      |
| 8  | Sarban-Minarett              | Isfahan       | Isfahan           | Seldschuken  | 12          | Razi     |      |
| 9  | Tschehel-Dochtaran-Minarett  | Isfahan       | Isfahan           | Seldschuken  | 12          | Razi     |      |
| 10 | Zeynoddin-Minarett           | Kaschan       | Isfahan           | Qara Qoyunlu | 15          | Azari    |      |
| 11 | Ziyar-Minarett               | Dorf Ziyar    | Isfahan           | Seldschuken  | 12          | Razi     |      |

## Moscheen
|    | Bau                              | Ort            | Verwaltungsbezirk     | Ära                             | Jahrhundert  | Stil               | Bild |
| -- | -------------------------------- | -------------- | --------------------- | ------------------------------- | ------------ | ------------------ | ---- |
| 1  | Agha-Nur-Moschee                 | Isfahan        | Isfahan               | Safawiden                       | 17           | Isfahani           |      |
| 2  | Barssian-Moschee und -Minarett   | Dorf Barssian  | Isfahan               | Seldschuken                     | 11, 12       | Razi               |      |
| 3  | Chozan-Moschee                   | Chomeinischahr | Chomeinischahr        | Timuriden                       | 15           | Azari              |      |
| 4  | Darwaze-No-Moschee               | Isfahan        | Isfahan               | Kadscharen                      | 19           | Nicht-traditionell |      |
| 5  | Daschti-Moschee                  | Dorf Daschti   | Isfahan               | Ilchane                         | 13           | Azari              |      |
| 6  | Dschartschi-Moschee              | Isfahan        | Isfahan               | Safawiden                       | 17           | Isfahani           |      |
| 7  | Freitagsmoschee von Golpayegan   | Golpayegan     | Golpayegan            | Seldschukiden                   | 12           | Razi               |      |
| 8  | Freitagsmoschee von Isfahan      | Isfahan        | Isfahan               | Samaniden, Buyiden, Seldschuken | 9, 10 und 11 | Razi               |      |
| 9  | Freitagsmoschee von Kaschan      | Kaschan        | Kaschan               | Seldschuken                     | 11           | Razi               |      |
| 10 | Freitagsmoschee von Meyme        | Meyme          | Schahinschahr-o-Meyme | Zand-Dynastie                   | 18           | Isfahani           |      |
| 11 | Gar-Moschee und Minarett         | Dorf Gar       | Isfahan               | Seldschuken                     | 12           | Razi               |      |
| 12 | Hafschuye-Moschee                | Dorf Hafschuye | Isfahan               | Seldschuken                     | 11 oder 12   | Razi               |      |
| 13 | Hakim-Moschee                    | Isfahan        | Isfahan               | Safawiden                       | 17           | Isfahani           |      |
| 14 | Iltschi-Moschee                  | Isfahan        | Isfahan               | Safawiden                       | 17           | Isfahani           |      |
| 15 | Kadsch-Moschee                   | Dorf Kadsch    | Isfahan               | Ilchane                         | 14           | Azari              |      |
| 16 | Königsmoschee                    | Isfahan        | Isfahan               | Safawiden                       | 17           | Isfahani           |      |
| 17 | Lonban-Moschee                   | Isfahan        | Isfahan               | Safawiden                       | 17           | Isfahani           |      |
| 18 | Maqsudbeyk-Moschee               | Isfahan        | Isfahan               | Safawiden                       | 17           | Isfahani           |      |
| 19 | Mesri-Moschee                    | Isfahan        | Isfahan               | Safawiden                       | 17           | Isfahani           |      |
| 20 | Meydan-Moschee                   | Kaschan        | Kaschan               | Seldschuken und Ilchane         | 11 oder 12   | Razi               |      |
| 21 | Mohammad-Dschafar-Abadei-Moschee | Isfahan        | Isfahan               | Kadscharen                      | 19           | Nicht-traditionell |      |
| 22 | Rahim-Chan-Moschee               | Isfahan        | Isfahan               | Kadscharen                      | 19           | Nicht-traditionell |      |
| 23 | Roknolmolk-Moschee               | Isfahan        | Isfahan               | Kadscharen                      | 20           | Nicht-traditionell |      |
| 24 | Scheich-Lotfollāh-Moschee        | Isfahan        | Isfahan               | Safawiden                       | 17           | Isfahani           |      |
| 25 | Safa-Moschee                     | Isfahan        | Isfahan               | Kadscharen                      | 19           | Nicht-traditionell |      |
| 26 | Seyyed-Moschee                   | Isfahan        | Isfahan               | Kadscharen                      | 19           | Nicht-traditionell |      |
| 27 | Tabriziha-Moschee                | Kaschan        | Kaschan               | Kadscharen                      | 19           | Nicht-traditionell |      |

## Museen
|   | Bau                                        | Ort     | Verwaltungsbezirk | Ära       | Jahrhundert | Stil     | Bild |
| - | ------------------------------------------ | ------- | ----------------- | --------- | ----------- | -------- | ---- |
| 1 | Kunstgewerbemuseum Isfahan                 | Isfahan | Isfahan           | Safawiden | 16 oder 17  | Isfahani |      |
| 2 | Museum für zeitgenössische Kunst Isfahan   | Isfahan | Isfahan           | Safawiden | 16 oder 17  | Isfahani |      |
| 3 | Naturhistorisches Museum der Stadt Isfahan | Isfahan | Isfahan           | Timuriden | 15          | Azari    |      |

## Paläste
|   | Bau                    | Ort     | Verwaltungsbezirk | Ära       | Jahrhundert | Stil     | Bild |
| - | ---------------------- | ------- | ----------------- | --------- | ----------- | -------- | ---- |
| 1 | Hascht-Behescht-Palast | Isfahan | Isfahan           | Safawiden | 17          | Isfahani |      |
| 2 | Hohe Pforte            | Isfahan | Isfahan           | Safawiden | 16          | Isfahani |      |
| 3 | Tschehel Sotun         | Isfahan | Isfahan           | Safawiden | 17          | Isfahani |      |

## Schulen und theologische Seminare
|   | Bau                        | Ort     | Verwaltungsbezirk | Ära        | Jahrhundert | Stil     | Bild |
| - | -------------------------- | ------- | ----------------- | ---------- | ----------- | -------- | ---- |
| 1 | Emamieh-Schule             | Isfahan | Isfahan           | Ilchane    | 14          | Azari    |      |
| 2 | Emam-Theologisches Seminar | Kaschan | Kaschan           | Kadscharen | 19          | Isfahani |      |
| 3 | Kassegaran-Schule          | Isfahan | Isfahan           | Safawiden  | 17          | Isfahani |      |
| 4 | Nimawar-Schule             | Isfahan | Isfahan           | Safawiden  | 17          | Isfahani |      |
| 5 | Sadr-Theologisches Seminar | Isfahan | Isfahan           | Kadscharen | 19          | Isfahani |      |
| 6 | Tschahar-Bagh-Schule       | Isfahan | Isfahan           | Safawiden  | 17 und 18   | Isfahani |      |

## Tekke
|   | Bau        | Ort     | Verwaltungsbezirk | Ära       | Jahrhundert | Stil     | Bild |
| - | ---------- | ------- | ----------------- | --------- | ----------- | -------- | ---- |
| 1 | Tohidchane | Isfahan | Isfahan           | Safawiden | 16          | Isfahani |      |

## Türme
|   | Bau                     | Ort          | Verwaltungsbezirk | Ära       | Jahrhundert | Stil     | Bild |
| - | ----------------------- | ------------ | ----------------- | --------- | ----------- | -------- | ---- |
| 1 | Sieben Türme von Charun | Nadschafābād | Nadschafabad      | Safawiden | 16 oder 17  | Isfahani |      |

## Zitadelle
|   | Bau             | Ort   | Verwaltungsbezirk | Ära       | Jahrhundert | Stil     | Bild |
| - | --------------- | ----- | ----------------- | --------- | ----------- | -------- | ---- |
| 1 | Guged-Zitadelle | Guged | Golpayegan        | Safawiden | 16          | Isfahani |      |